# Chiến dịch quần đảo Ogasawara và Ryukyu
Chiến dịch quần đảo Ogasawara và Ryukyu là hàng loạt các trận đánh và các cuộc đụng độ giữa quân Đồng Minh và lực lượng Quân đội Hoàng gia Nhật Bản ở Thái Bình Dương trong Chiến tranh thế giới thứ hai từ giữa tháng Giêng đến tháng 6 năm 1945.
Chiến dịch đã diễn ra tại Quần đảo Ogasawara và nhóm đảo Ryukyu. Hai trận đánh lớn trên đất liền là Trận Iwo Jima (16 tháng 2 - 26 tháng 3 năm 1945) và Trận Okinawa (1 tháng 4 - 21 tháng 6 năm 1945). Một trong những trận hải chiến lớn nhất là Chiến dịch Ten-Go (7 tháng 4 năm 1945).
Đây là một phần trong những bước tiếp theo của kế hoạch của quân Đồng Minh đổ bộ lên chính quốc Nhật Bản. Từ hai quần đảo này quân Mỹ có thể thực hiện những trận oanh tạc tiêu hao tiềm lực của quân Nhật cũng như phong tỏa Nhật Bản khỏi thế giới bên ngoài và làm bàn đạp cho cuộc đổ bộ lên đất Nhật sau này. Tuy nhiên sau sự kiện Mỹ ném bom Hiroshima và Nagasaki, quân Nhật đã đầu hàng mà không phải viện đến một cuộc đổ bộ quy mô lớn lên lãnh thổ Nhật.